# Landgericht Posen (1815–1834)
Das Landgericht Posen war von 1815 bis 1834 ein preußisches Landgericht mit Sitz in Posen.

## Geschichte
Nach dem Ende der Franzosenzeit wurde die der französische Gerichtsorganisation entsprechende Gerichtsorganisation im Herzogtum Warschau zunächst übernommen. Es bestanden damit Friedensgerichte, darüber Landgerichte und dann das Oberlandesgericht. Das Gericht zweiter Instanz Posen wurde als Landgericht Posen fortgeführt und dem Oberlandesgericht Posen nachgeordnet. Seinen Sprengel bildeten die Kreise Posen, Buk, Obornik, Schrimm, Schroda und Samter. Ihm waren sechs Friedensgerichte zugeordnet:
| Friedensgerichte        | Sitz    | Anmerkungen |
| ----------------------- | ------- | ----------- |
| Friedensgericht Buk     | Buk     |             |
| Friedensgericht Posen   | Posen   |             |
| Friedensgericht Rogasen | Rogasen |             |
| Friedensgericht Samter  | Samter  |             |
| Friedensgericht Schrimm | Schrimm |             |
| Friedensgericht Schroda | Schroda |             |

Am Gericht war ein Präsident, ein Direktor und acht Räte beschäftigt. Es war damit ein Landgericht 1. Klasse. Diese wirkten bei wesentlichen Fällen als Kollegialorgan.
1834 wurde die Gerichtsorganisation geändert und einheitlich Land- und Stadtgerichte gebildet. In dem – nun verkleinerten – Sprengel des Oberlandesgerichtes Posen bestanden 20 dieser Gerichte, darunter das Land- und Stadtgericht Posen als Nachfolger des Landesgerichtes Posen. Auch in Samter, Schrimm und Schroda entstanden Kreisgerichte.